# Крешево
Крешево је градић у Босни и Херцеговини, у општини Крешево, које административно припада Федерацији Босне и Херцеговине. Према попису становништва из 2013. у насељу је живјело 1.078 становника.

## Географија
Крешево административно припада Средњобосанском кантону.
Крешево је смјештено је 55 km сјеверозападно од Сарајева. Град Крешево смјештен је уз обале ријеке Крешевчице, а надморска висина му је 640 m.

## Историја
У писаним документима мјесто Крешево, се спомиње први пут 1435. године, а у 15. вијеку Крешево је једна од резиденција босанских краљева, с краљевским двором и утврдом. У турско доба Крешево је, уз Вареш, главно средиште босанске металургије и његује добре трговачке везе с Дубровником.

## Становништво
|                      | 2013.          | 1991.          | 1981.          | 1971.          |
| Укупно               | 1 025 (100,0%) | 1 433 (100,0%) | 1 314 (100,0%) | 1 207 (100,0%) |
| Хрвати               | 821 (80,10%)   | 937 (65,39%)   | 919 (69,94%)   | 877 (72,66%)   |
| Бошњаци              | 164 (16,00%)   | 305 (21,28%)1  | 278 (21,16%)1  | 240 (19,88%)1  |
| Неизјашњени          | 16 (1,561%)    | –              | –              | –              |
| Срби                 | 11 (1,073%)    | 15 (1,047%)    | 38 (2,892%)    | 51 (4,225%)    |
| Босанци              | 3 (0,293%)     | –              | –              | –              |
| Словенци             | 2 (0,195%)     | –              | –              | 5 (0,414%)     |
| Босанци и Херцеговци | 2 (0,195%)     | –              | –              | –              |
| Остали               | 2 (0,195%)     | 50 (3,489%)    | 1 (0,076%)     | 2 (0,166%)     |
| Југословени          | 1 (0,098%)     | 126 (8,793%)   | 73 (5,556%)    | 22 (1,823%)    |
| Македонци            | 1 (0,098%)     | –              | 2 (0,152%)     | 1 (0,083%)     |
| Албанци              | 1 (0,098%)     | –              | 2 (0,152%)     | –              |
| Непознато            | 1 (0,098%)     | –              | –              | –              |
| Црногорци            | –              | –              | 1 (0,076%)     | 9 (0,746%)     |

1. 1 На пописима од 1971. до 1991. Бошњаци су пописивани углавном као Муслимани.